# القلة (كعيدنة)

تعديل مصدري - تعديل

القلة هي إحدى قرى عزلة سواخ بمديرية كعيدنة التابعة لمحافظة حجة، بلغ تعداد سكانها 337 نسمة حسب تعداد اليمن لعام 2004.